# Dariusz Bożek
Dariusz Józef Bożek (ur. 14 października 1960 w Tarnobrzegu) – polski nauczyciel i samorządowiec. W latach 2017–2018 przewodniczący tarnobrzeskiej Rady Miasta, w latach 2018–2024 prezydent Tarnobrzega.

## Życiorys
Syn Eugeniusza i Alicji, jego ojciec prowadził zakład fotograficzny. Ukończył Liceum Ogólnokształcące im. Mikołaja Kopernika w Tarnobrzegu. Został również absolwentem Wydziału Historyczno-Filozoficznego Uniwersytetu Jagiellońskiego. Odbył studia podyplomowe na kierunkach: religioznawstwo, integracja europejska i socjoterapia. Przez 35 lat pracował jako nauczyciel historii oraz wiedzy o społeczeństwie. Uzyskał rangę nauczyciela dyplomowanego, opracowywał programy doszkalające dla uczniów i nauczycieli. Był animatorem grupy bezrobotnej młodzieży w ramach programu PAM (1993–1994), pełnił również funkcję dyrektora Szkoły Zarządzania w Tarnobrzegu (1993–1996) oraz doradcy metodycznego ds. nauczania historii w ODP Tarnobrzeg (1997–2000). Od 1998 do 2000 pracował jako nauczyciel w tarnobrzeskim II Gimnazjum Społecznym. Od 2007 do 2011 był członkiem komisji dyscyplinarnej dla nauczycieli przy wojewodzie podkarpackim. W latach 2001–2011 był dyrektorem tarnobrzeskiego Liceum Ogólnokształcącego im. Mikołaja Kopernika. W latach 2011–2014 pracował w tarnobrzeskim oddziale Podkarpackiego Centrum Edukacji Nauczycieli w Rzeszowie.
W wyborach samorządowych w 2014 został wybrany do rady miejskiej Tarnobrzega z listy KWW Tadeusza Gospodarczyka (otrzymał 349 głosów). W maju 2017 objął funkcję przewodniczącego Rady Miasta, w miejsce odwołanego Kamila Kalinki.
W lipcu 2018 ogłosił, że będzie ubiegał się o urząd prezydenta Tarnobrzega w wyborach samorządowych w tym samym roku. Kandydował na to stanowisko z ramienia KWW „Razem dla Tarnobrzega”. Otrzymał poparcie od Koalicji Obywatelskiej, Sojuszu Lewicy Demokratycznej, Polskiego Stronnictwa Ludowego, Kukiz’15 i Wolności. Dariusz Bożek zwyciężył w I turze, uzyskując 51,65% poparcia i zdobywając 10 003 głosy. 19 listopada 2018 został zaprzysiężony, rozpoczynając urzędowanie. W 2022 został wybrany na prezesa Stowarzyszenia Czwórmiasto na okres dwuletniej kadencji.
W 2024 nie uzyskał reelekcji w wyborach na urząd prezydenta miasta. W drugiej turze głosowania przegrał z Łukaszem Nowakiem z wynikiem 47,56% głosów. Wybrano go natomiast ponownie na radnego miejskiego.

## Odznaczenia i wyróżnienia
- Brązowy Medal za Zasługi dla Policji[23]
- Belfer Roku Tarnobrzega i powiatu tarnobrzeskiego (2012)[24]
- Odznaka Honorowa za Zasługi dla Związku Sybiraków (2010)[25]
- Orzeł Chorągwi Podkarpackiej w kategorii „odpowiedzialni społecznie – harcerski partner” (2019)[26]

## Życie prywatne
Żonaty z Heleną, z którą ma dwie córki.